# Baldovce
Baldovce es un municipio del distrito de Levoča en la región de Prešov, Eslovaquia, con una población estimada a final del año 2024 de 159 habitantes.
Se encuentra ubicado al suroeste de la región, cerca del río Hernád (cuenca hidrográfica del río Tisza) y de la frontera con la región de Košice.

## Demografía
| Año        | 1994 | 2004    | 2014    | 2024     |
| ---------- | ---- | ------- | ------- | -------- |
| Población  | 213  | 198     | 182     | 159      |
| Diferencia |      | −7,04 % | −8,08 % | −12,63 % |

| Año        | 2023 | 2024    |
| ---------- | ---- | ------- |
| Población  | 168  | 159     |
| Diferencia |      | −5,35 % |